# 5024 Bechmann
Az 5024 Bechmann (ideiglenes jelöléssel 1985 VP) egy kisbolygó a Naprendszerben. Poul Jensen fedezte fel 1985. november 14-én.